# Ніагарський водоспад (фільм, 1932)
Ніагарський водоспад (англ. Niagara Falls) — американська короткометражна кінокомедія Роско Арбакла 1932 року.

## У ролях
- Джин МакКлай
- Меріон Шиллінг
- Гертруда Шорт